# Anne tóc đỏ ở đảo Hoàng tử Edward
Anne tóc đỏ ở đảo Hoàng tử Edward là cuốn thứ 3 trong loạt truyện Anne tóc đỏ dưới chái nhà xanh của tác giả Lucy Maud Montgomery. Trong cuốn
sách, Anne rời Chái nhà xanh và Đảo Hoàng tử Edward lần đầu tiên để tới Đại học Redmond để lấy bằng cử nhân ở tuổi 18.

## Tóm tắt cốt truyện
Anne Shirley đang mong chờ những cuộc phiêu lưu mới khi cô gói ghém đồ đạc, tạm biệt tuổi thơ và chuẩn bị nhập học tại Đại học Redmond. Anne đặt những ký ức của mình về làng Avonlea sang một bên và trải nghiệm cuộc sống theo cách riêng của mình. Anne cất đi những ký ức về Avonlea bình dị và khám phá cuộc sống đang chờ đợi cô ở thị trấn Kingsport, với người bạn cũ Priscilla Grant  và người bạn mới phù phiếm Philippa Gordon ở bên cạnh.
Ngoài ra, Anne còn gửi một tập truyện ngắn cho nhiều tạp chí định kỳ, nhưng nó bị từ chối và cô thề rằng mình sẽ không bao giờ viết tuyện nữa. Khi trở lại Avonlea, cô phát hiện ra rằng Ruby, người bạn thân thiết của cô, đang chết. Trong khi Ruby bị ốm, Anne vẫn ở với cô và được thuyết phục tiếp tục viết tuyện dưới sự hướng dẫn của Ruby. Rồi Anne rời khỏi đây, học lên chương trình cao hơn tại Đại học Redmond ở Kingsport, Nova Scotia. Gilbert Blythe, Charlie Sloane và Priscilla cũng ghi danh. Trong tuần đầu tiên đi học, Anne kết bạn với Philippa Gordon, một cô gái xinh đẹp có lối sống phù phiếm thu hút cô. Philippa (viết tắt là Phil) cũng đến từ nơi sinh của Anne ở Bolingbroke, Nova Scotia.
Anne và Priscilla ở nhà trọ năm đầu tiên và quyết định thuê chung một ngôi nhà nhỏ xinh xắn gần khuôn viên trường có tên là Nhà Patty cùng với Philippa và Stella vào ba năm học tiếp theo. Trong khi đó, người bạn thời thơ ấu của Anne, Ruby Gillis, chết vì bệnh tiêu chảy (bệnh lao) rất nhanh sau khi tìm thấy tình yêu đích thực của đời mình. Các cô gái bước vào năm thứ hai tại Redmond vui vẻ hòa mình vào Nhà Patty, cùng với bạn học của tại Học viện Queen là Stella Maynard và "dì Jimsie" của cô ấy trong khi cuộc sống vẫn tiếp diễn ở Avonlea. Diana Barry kết hôn với Fred Wright và cặp song sinh Davy và Dora tiếp tục khiến Marilla bận rộn.
Giữa những năm đại học của họ, Gilbert Blythe, người luôn yêu Anne, cầu hôn cô nhưng Anne từ chối anh; mặc dù cô ấy và Gilbert rất thân thiết, cô ấy có những tưởng tượng về người trong mộng (hình ảnh một anh hùng cao, đen, đẹp trai, khó hiểu) và không nhận ra tình cảm thực sự của mình dành cho Gilbert. Gilbert rời đi, trái tim anh tan nát, và cả hai rời xa nhau.
Anne sau đó được Roy Gardner, một sinh viên trường Redmond đẹp trai ngăm đen tán tỉnh. Tuy nhiên, khi anh cầu hôn sau hai năm, Anne đột ngột nhận ra rằng Roy không thực sự thuộc về cuộc đời cô, và cô chỉ yêu anh với ý nghĩ rằng anh là hiện thân của lý tưởng thời thơ ấu của mình.
Anne rất xấu hổ về cách cô đối xử với Roy đến nỗi cảm thấy toàn bộ trải nghiệm tại Redmond của mình có thể đã bị phá hủy. Cô trở lại Chái nhà xanh và là một cử nhân chính thức, nhưng thấy mình hơi cô đơn. Diana sinh đứa con đầu lòng và Jane Andrews, một người bạn học cũ, kết hôn với một triệu phú ở thị trấn Winnipeg. Nhận được lời đề nghị làm hiệu trưởng của trường Summerside vào mùa thu, Anne giữ mình bận rộn trong suốt mùa hè khi biết rằng Gilbert bị ốm nặng vì sốt thương hàn. Với cú sốc này, Anne cuối cùng cũng nhận ra tình cảm thực sự của mình dành cho Gilbert sâu đậm vô cùng, và đã thức trắng một đêm vì sợ rằng anh sẽ rời bỏ thế giới này mà không biết cô có tình cảm với anh. Vào buổi sáng, Anne rất vui khi biết Gilbert sẽ sống sót. Anh phục hồi vào mùa hè và một lá thư từ Phil đảm bảo với anh rằng không có gì giữa Anne và Roy nữa. Sau vài lần đến thăm Chái nhà xanh, Gilbert và Anne đi dạo vào cuối hè trong khu vườn của Hester Grey, và cuối cùng đã đính hôn với nhau.

## Nhân vật
Anne Shirley - Hiện là sinh viên trường Đại học Redmond, Anne đã trở thành một thiếu nữ thanh lịch, thông minh.
Marilla Cuthbert - Người phụ nữ nghiêm khắc, ngay thẳng đã nhận nuôi Anne khi cô mới chỉ là một cô bé. Bà sống tại Chái nhà xanh với cặp song sinh Davy và Dora Keith, con của người anh họ ba đời đã chết của bà.
Gilbert Blythe - Đối thủ thời thơ ấu của Anne và bây giờ là bạn tốt của cô. Gilbert hiện là bạn học cùng lớp với Anne tại Đại học tại Redmond. Sau nhiều năm, cuối cùng anh cũng thừa nhận tình yêu của mình dành cho Anne và cầu hôn cô. Anh bị từ chối lần đầu tiên nhưng sau khi đổ bệnh và cầu hôn một lần nữa, Anne đã đồng ý.
Charlie Sloane - Một người bạn học cũ có tình cảm với Anne, nhưng  Anne luôn tỏ ra thờ ơ với anh và hiện anh là bạn cùng lớp của cô tại Đại học Redmond. Charlie cầu hôn Anne nhưng bị từ chối.
Priscilla Grant - bạn của Anne tại Học viện Queen, Priscilla là một trong những người bạn cùng sống với Anne tại Nhà Patty.
Stella Maynard - bạn của Anne từ Học viện Queen, Stella là một trong những người bạn cùng sống với Anne tại Nhà Patty.
Philippa Gordon - người bạn mới của Anne tại Đại học Redmond, Philippa (hay viết tắt là Phil) rất vui tươi và quyến rũ và không thể lựa chọn được giữa hai người theo đuổi mình. Tuy nhiên, cô cũng là một người bạn trung thành và đóng một vai trò thiết yếu trong việc đưa Anne và Gilbert đến với nhau.
Roy Gardner - Một sinh viên Redmond đẹp trai, người mà Anne ban đầu nghĩ là người trong mộng của cô và họ đã trở thành bạn bè sau khi anh chia sẻ chiếc ô của mình với cô. Roy tán tỉnh Anne trong hai năm. Anne lúc đầu bị mê hoặc bởi những cử chỉ lãng mạn của anh, nhưng cuối cùng thấy anh khá buồn tẻ và thiếu hài hước và từ chối lời cầu hôn của anh.
Diana Barry - tâm hồn đồng điệu của Anne từ thời thơ ấu. Hai người vẫn là bạn tốt nhất của nhau, ngay cả khi Diana kết hôn và lập gia đình.
Davy Keith - Một người trong cặp song sinh mà Marilla nhận nuôi. Davy tinh nghịch nhưng có trái tim ngọt ngào và thần tượng Anne. Cậu có má lúm đồng tiền, đôi mắt màu nâu lục nhạt, chiếc mũi hếch và hay cười.
Dora Keith - Em gái của Davy, hoàn toàn trái ngược với anh trai mình. Cô bé làm mọi thứ mà được bảo không hề sai và rất ngoan ngoãn. Cô có mái tóc xoăn bóng mượt, đôi mắt màu hạt dẻ, sống mũi cao thẳng.
Rachel Lynde - Trước đây là hàng xóm của Marilla và Anne. Bà đã chuyển đến Chái Nhà Xanh sau cái chết của người chồng Thomas. Tuy là người thẳng thắn và khắt khe nhưng bà là người có thiện chí và tốt bụng.
Ruby Gillis - Người bạn thời thơ ấu của Anne. Ruby rất xinh đẹp và chuẩn bị kết hôn khi cô phát hiện ra rằng mình bị bệnh nặng và chết sau đó trong cuốn sách.
Jane Andrews - Người bạn thời thơ ấu của Anne. Jane là một giáo viên đã gặp và kết hôn với một triệu phú lớn tuổi, khiến bà Andrews rất vui mừng.
Billy Andrews - Người anh trai chậm chạp của Jane và là người đầu tiên cầu hôn. Quá nhút nhát khi đi tán tỉnh, anh bảo em gái mình làm trung gian. Anne tuy thất vọng nhưng cũng thích thú trước toàn bộ tình huống phi lý và cô đã từ chối anh.